# Батерики
Батерики (тат. Байтирәк) — деревня в Берёзовском районе Пермского края. Входит в состав Переборского сельского поселения.

## Географическое положение
Расположена на левом берегу реки Шаква (правый приток реки Сылва), к северо-западу от райцентра, села Берёзовка.

## Население
| 2010 | 2014 | 2015 | 2016 |
| ---- | ---- | ---- | ---- |
| 212  | ↗340 | ↗343 | ↘339 |

## Улицы
- Заречная ул.
- Новая ул.
- Родниковая ул.
- Тополиная ул.
- Школьная ул.

## Топографические карты
- Лист карты O-40-79. Масштаб: 1 : 100 000. Издание 1980 г.